# Perversions femenines
Perversions femenines (títol original: Female Perversions) és una pel·lícula germano-  estatunidenca dirigida per Susan Streitfeld, estrenada l'any 1996. Ha estat doblada al català.

## Argument
Una advocada ambiciosa es dona gust amb plaers sexuals excessius tant amb companys masculins com femenins, tot tractant els seus problemes personals, inclòs ajudar la seva germana cleptòmana.

## Repartiment
- Tilda Swinton: Eve Stephens
- Amy Madigan: Maddie Stephens
- Karen Sillas: Renee
- Frances Fisher: Annunciata
- Clancy Brown: John
- Laila Robins: Emma
- John Diehl: Jake Rock
- Paulina Porizkova: Langley Flynn
- Dale Shuger: Edwina
- Sandy Martin: Trudy
- Marcia Cross: Beth Stephens
- Nina Wise: Venedora de llenceria
- Judy Jean Berns: Venedora de la botiga
- J. Patrick McCormack: Wallace
- Abdul Salaam El Razzac: sensellar
- Elizabeth Cava: Guàrdia de la presó de dones
- Scotch Ellis Loring: taxista
- Rick Zieff: Ofici Boy
- Donatiu Gettinger: Mr. Stephens
- Marra Racz: Earthwoman
- Ruben Knight: Jutge
- Bailee Bileschi: Jove Eve
- Kim Blank: Mare a la Botiga
- Robert Rider: Vell a la Botiga
- Jim James: Detectiu
- Wade Durbin: King
- Azalea Davila: Queen
- Lisa Jane Persky: Margot

## Rebuda
- Premis 1996: Festival de Sundance: Nominada al Gran Premi del Jurat - Drama
- Crítica
  - "Inusual i poètica, intensa, complexa, sensual, compromesa amb el món de la dona sense caure en fanatismes"[3]
  - "Una sàdica sexualitat remou una crisi personal. Perversions o no, el cas és que no està malament"[4]
  - "Insípida cinta, que es mou entre la intriga psicològica i el drama eròtic-festiu"[5]